# Нова східна політика

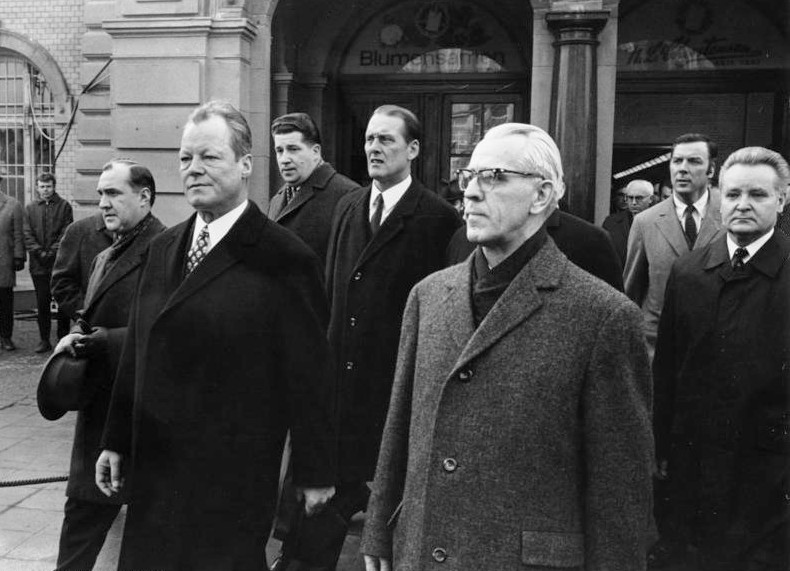
Віллі Брандт (ліворуч) і Віллі Стоф в Ерфурті, 1970 рік, перша зустріч федерального канцлера зі східнонімецьким колегою, ранній крок до деескалації холодної війни

Neue Ostpolitik (нім. «нова східна політика»), або скорочено Ostpolitik, — це нормалізація відносин між Федеративною Республікою Німеччина (ФРН або Західна Німеччина) та Східною Європою, зокрема Німецькою Демократичною Республікою (НДР або Східна Німеччина) починаючи з 1969 року. Під впливом Егона Бара, який запропонував «зміни через зближення » у промові 1963 року в Євангелічній академії Тутцінгу, політика була впроваджена, починаючи з Віллі Брандта, четвертого канцлера ФРН з 1969 по 1974 рік і лауреата Нобелівської премії миру 1971 року за його зусилля поставити цю стратегію на вершину політики ФРН. 
Ostpolitik була спробою змінити політику Християнсько-демократичного союзу (ХДС), який управляв Західною Німеччиною з 1949 по 1969 рік. Під керівництвом Конрада Аденауера та його наступників ХДС намагався протистояти комуністичному уряду Східної Німеччини. Тоді ж, соціал-демократи під керівництвом Вільяма Брандта прагнули досягти більшої співпраці зі Східною Німеччиною.
Відтоді термін «Східна політика» застосовувався і щодо тогочасних зусиль Папи Павла VI залучити країни Східної Європи. Також, у 1980-х роках був запроваджений термін «Nordpolitik», що описував схожі політичні зусилля зближення між Північною та Південною Кореєю.

## Намір
Після закінчення Другої світової війни в 1945 році Німеччина, яка була окупована союзниками, розділилася на дві держави: Федеративну Республіку Німеччина (ФРН або Західна Німеччина) та Німецьку Демократичну Республіку (НДР або Східна Німеччина). На початку обидві уряди твердили, що представляють увесь німецький народ. Проте, пізніше, наприкінці 1960-х років, комуністичний уряд НДР заявив, що спільної німецької нації більше не існує, бо НДР створила соціалістичну націю.
З 1949 по 1969 рік політична партія Християнсько-демократичний союз (ХДС) була панівною силою у владі Західної Німеччини. Уряди, що представляли ХДС, відмовлялися будь-якої співпраці з урядом Німецької Демократичної Республіки (НДР) через його недемократичний характер. Доктрина Гальштейна передбачала, що ФРН припинить дипломатичні контакти з будь-якою країною, яка встановить дипломатичні відносини з НДР. Ця доктрина вперше була застосована в 1957 році, коли ФРН відкликала визнання Югославії після того, як вона прийняла посла НДР. Проте в 1960-х роках стало очевидно, що така політика не може тривати нескінченно. Коли уряд Федеративної Республіки встановив дипломатичні відносини з Ізраїлем у 1965 році, арабські держави відреагували розривом відносин з Федеративною Республікою та установленням відносин з НДР.
Перед тим, як стати канцлером, Віллі Брандт, який очолював соціал-демократичну мерію Західного Берліна, вже пропагував політику зменшення напруженості між двома німецькими державами і діяльно здійснював її, загалом, щоб допомогти транскордонній торгівлі. Його нова "Ostpolitik" стверджувала, про невдачу доктрини Гальштейна в підриві діяльності комуністичного уряду або полегшенні життя німців у НДР. Брандт вважав, що співпраця з комуністами сприятиме німецько-німецьким зустрічам та торгівлі, що поступово ослабить позицію комуністичного уряду в довгостроковій перспективі.
Однак, він наголосив, що його нова Ostpolitik не нехтувала тісними зв'язками Федеративної Республіки зі Західною Європою та Сполученими Штатами, а також її членством у НАТО. Дійсно, до кінця 1960-х років непорушна позиція доктрини Гальштейна вважалася американськими радниками та політиками, зокрема Генрі Кіссінджером, шкідливою інтересам США. В той же час, інші країни Західної Європи впровадили більш сміливу політику співпраці зі Східними країнами.
Коли в 1969 році уряд Брандта став канцлером, ті самі політики тепер боялися більш самостійної Східної політики Німеччини, яку вони називали "новим Рапалло". Франція страхувалася, що Західна Німеччина стане більш впливовою після зменшення напруженості. Зрештою, Брандт удався до тиску на французький уряд, щоб він підтримав його політику, затримавши німецькі фінансові внески до Спільної європейської сільськогосподарської політики.

## Реалізація
Ostpolitik передбачала обов'язкове послаблення напруженості зі Сходом, починаючи з Радянського Союзу, яка була єдиною державою у Східному блоку, з якою Федеративна Республіка підтримувала офіційні дипломатичні відносини, не зважаючи на доктрину Гальштейна. У 1970 році Брандт підписав Московський договір, що включав зобов'язання відмовитися від застосування сили і визнавати поточні європейські кордони. Пізніше в тому ж році він підписав Варшавський договір, формально визнавши Польську Народну Республіку. Варшавський договір, в суті, повторював зміст Московського договору і, зокрема, визнавав Федеративною Республікою лінію Одер-Нейсе. Після цього були укладені договори з іншими країнами Східної Європи.
Найбільш суперечливою угодою став Основний договір 1972 року із Східною Німеччиною, який вперше після поділу встановив офіційні відносини між двома німецькими державами. Ситуація ускладнювалася давніми претензіями Федеративної Республіки на представництво всієї німецької нації. Канцлер Брандт намагався згладити цю думку, повторивши свою заяву з 1969 року, де він підкреслював, що хоча в Німеччині існують дві держави, вони не повинні розглядати одна одну як чужі країни.

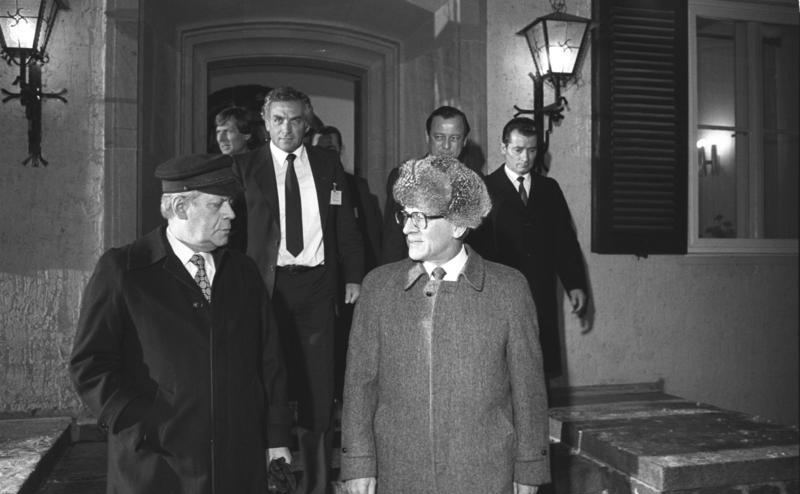
Наступник Брандта Гельмут Шмідт з лідером східнонімецької партії Еріхом Хонеккером, Дельнзее 1981

Консервативна опозиційна партія ХДС у Бундестазі відмовилася підтримати Основний договір, оскільки вважала, що уряд занадто легко поступився деякими позиціями ФРН. Вони також критикували недоліки, такі як ненавмисна публікація Bahr-Papier, газети, в якій права рука Брандта, Егон Бар, домовився з радянським дипломатом Валентином Фаліним щодо основних питань.
Уряд Брандта, який складався з коаліції соціал-демократів і вільних демократів, втратив кілька депутатів на користь опозиційної партії ХДС, як прояв протесту проти Основного договору. У квітні 1972 року, навіть здавалося, що лідер опозиції Райнер Барцель  мав достатню підтримку, щоб стати новим канцлером, але в парламентському конструктивному вотумі недовіри у квітні 1972 року йому не стало двох голосів. Пізніше стало відомо, що НДР заплатила двом депутатам ХДС за голосування проти Барзеля. Нові загальні вибори в листопаді 1972 року привели до перемоги уряд Брандта, а 11 травня 1973 року Федеральний парламент схвалив Основний договір.
Згідно з Основним договором, Федеративна Республіка та НДР призначали фактичних послів одна для одної, які за політичними міркуваннями називалися «постійними представниками». Це взаємне визнання відкрило двері для обох держав для вступу до Організації Об'єднаних Націй, бо претензії Федеративної Республіки представляти всю німецьку націю були фактично відкинуті завдяки актові визнання її східного аналога.
ХДС/ХСС переконали ВДП відійти від коаліції з СДПН у 1982 році, і таким чином лідер ХДС Гельмут Коль став канцлером Західної Німеччини. Однак він не змінив політики Західної Німеччини щодо НДР. Консенсус щодо того, що Ostpolitik було виправдано, був таким, що баварський міністр-президент Франц Йозеф Штраус, який затято боровся проти Основного договору та був головним противником Коля в блоці ХДС/ХСС, забезпечив ухвалення ініційованої Колем позики в розмірі 3 млрд марок до НДР у 1983 році. У 1987 році лідер Східної Німеччини Еріх Хонеккер став першим в історії главою східнонімецької держави, який відвідав Західну Німеччину, що загалом сприймалося як ознака того, що Коль слідував Ostpolitik . 

## Політики, схожі на Ostpolitik

### Дипломатія до Другої світової війни
Протягом довгого часу, німецькі держави, такі як Пруссія, Саксонія і об'єднана Німеччина, стикалися з викликами співіснування зі своїми східними сусідами, незалежно від відмінностей у культурі, віруваннях та світогляді.
Бісмаркова складна зовнішня політика включала укладення Договору про перестрахування 1887 року зі східним сусідом Другого Рейху, Російською імперією.
Веймарська Німеччина вийшла з певної дипломатичної ізоляції, підписавши Рапалльський договір з Радянською Росією в 1922 році.
Пакт Молотова-Ріббентропа 1939 року вирішив ідеологічні розбіжності і уклав торговельні та геополітичні угоди між нацистською Німеччиною та Радянським Союзом.

### Ватиканська дипломатія
Папа Римський Павло VI (період понтифікату 1963-1978) вів політику, яка також відома як "Східна політика", щодо Радянського Союзу та східноєвропейських держав-сателітів. За допомогою цієї політики, він намагався покращити становище християн загалом і католиків зокрема за залізною завісою. Він активно вступав у діалог з комуністичною владою на різних рівнях, зокрема приймав міністра закордонних справ Андрія Громико та главу держави СРСР Миколу Подгорного у 1966 та 1967 роках у Ватикані. Зусилля Павла VI дійсно призвели до покращення ситуації Церкви в Польщі, Угорщині та Румунії протягом його понтифікату.

### Південна Корея
Політика Південної Кореї у 1980-х роках, яка називалася Nordpolitik, була названа як натяк на Ostpolitik.
Політика сонячного світла — це головна стратегія, яку приймає Демократична партія Кореї щодо відносин з Північною Кореєю.

### Тайвань (Китайська Республіка)
Китайська політика Тайваню Mainlandpolitik названа як натяк на Ostpolitik .

## Список договорів
Це договори, які входять в рамки західнонімецької політики, де основною або другорядною метою є втілення політики Ostpolitik.
- Московський договір від 12 серпня 1970 р
- Варшавський договір від 7 грудня 1970 р
- Берлінська угода чотирьох держав від 3 вересня 1971 року
- Договір про відвідування від 17 грудня 1971 року
- Основний договір від 21 грудня 1972 року
- Празький договір від 11 грудня 1973 р

Угоди, укладені під керівництвом християнського демократа Гельмута Коля (з 1982 року до возз'єднання Німеччини в 1990 році), хоча мають подібний характер і спрямовані на схожі цілі, не вважаються частиною Ostpolitik.

## Дивись також
- Розрядка
- Політика сонячного світла
- Територіальна еволюція Німеччини[en]

## зовнішні посилання
- «Зміна через зближення», уривок із виступу Егона Барса
- Ostpolitik.net, проект міжнародної історії Мангеймського університету